# Aimé Leborne
Aimé Leborne (ou Le Borne), né le 29 décembre 1797 à Bruxelles et mort à Paris le 2 avril 1866, est un compositeur et un pédagogue français d'origine belge, ayant fait carrière à Paris.

## Biographie
Aimé Ambroise Simon Leborne nait en 1797 à Bruxelles alors situé au sein de la République française (département de la Dyle). Fils d'un acteur, il passe sa jeunesse à Versailles, où il apprend le violon.
Il étudie ensuite au Conservatoire de Paris où il est l'élève de Victor Dourlen pour l'harmonie et de Luigi Cherubini pour la composition. En 1818, il obtient le second prix de Rome pour la cantate Jeanne d'Arc et en 1820, le Premier Grand prix de Rome pour  la scène Sophonisbe. Cette année là, il est nommé professeur de solfège. En 1836, il prend la succession d'Antoine Reicha dans la classe de contrepoint et de fugue. En 1840, il devient professeur de composition.
En 1829, il est nommé bibliothécaire à l'Opéra, puis en 1834 bibliothécaire de la Musique du roi et en 1853 bibliothécaire de la Chapelle impériale,.
Aimé Leborne a écrit un Traité d'harmonie qui n'a pas été publié. Il a réédité le Traité complet d'harmonie de Charles-Simon Catel. Parmi ses élèves figurent Louis-Aimé Maillart, César Franck, Adolphe Deslandres, Victorin de Joncières et Charlotte Rollé-Jacques, première femme à obtenir (en 1861) une récompense (un deuxième accessit de contrepoint et fugue) des classes de composition du Conservatoire de Paris.

## Œuvres
- Les deux Figaros (1827)
- Le camp du Drap d'or (1828)
- Cinq ans d'entracte, opéra-comique (créé le 15 juin 1833)
- Lequel ?, opéra-comique en un acte (livret de Paul Duport et François Ancelot, créé le 21 mars 1838[5])
- Traité d'harmonie